# Чемпионат КОНКАКАФ среди молодёжных команд 2022
Чемпионат КОНКАКАФ среди молодёжных команд 2022 года (англ. 2022 CONCACAF U-20 Championship) — был 7-м турниром КОНКАКАФ среди молодёжных команд (28-м, если учесть все эры). Он проходил в Гондурасе, в городах Сан-Педро-Сула и Тегусигальпа.
16 сентября 2021 года был объявлен новый формат: 16 национальных федераций, занявших места с 1-го по 16-е в рейтинге КОНКАКАФ по футболу среди игроков до 20 лет, квалифицировались в групповой этап, в то время как оставшиеся 19 национальных федераций (все, занявшие места с 17-го и ниже в рейтинге КОНКАКАФ по футболу среди игроков до 20 лет), должны были сыграть в квалификационном турнире КОНКАКАФ по футболу среди молодёжных команд, чтобы выйти в плей-офф. Квалификационный турнир прошёл с 5 по 13 ноября 2021 года в Санто-Доминго, Доминиканская Республика.
Соревнование определило не только четырёх представителей КОНКАКАФ на чемпионате мира по футболу до 20 лет 2023 года, но и на Панамериканских играх 2023 года в Чили, так же и двух представителей КОНКАКАФ на летних Олимпийских играх 2024 года во Франции.
США защищали титул чемпионов турнира, так как они были чемпионами в 2018 году, а турнир 2020 года был отменён из-за пандемии COVID-19. США вновь успешно защитили титул, победив самую большую неожиданность турнира — Доминиканскую Республику со счётом 6:0 в финале и завоевав третий титул чемпиона КОНКАКАФ среди молодёжных команд.

## Квалификация
В турнире приняли участие двадцать национальных команд: 16 лучших по рейтингу КОНКАКАФ в категории до 20 лет, которые получили прямую путёвку на турнир, и четыре команды, прошедшие отборочный раунд в 2021 году.
| Раунд            | Команда                  | Квалификация                         | Кол-во участий | Предыдущий лучший результат                                                            | Кол-во выступлений на чемпионатах мира ФИФА до 20 лет |
| ---------------- | ------------------------ | ------------------------------------ | -------------- | -------------------------------------------------------------------------------------- | ----------------------------------------------------- |
| Групповая стадия | США (обладатели титула)  | 1 в рейтинге                         | 25             | Чемпионы (2017, 2018)                                                                  | 16                                                    |
| Групповая стадия | Мексика                  | 2 в рейтинге                         | 27             | Чемпионы (1962, 1970, 1973, 1974, 1976, 1978, 1980, 1984, 1990, 1992, 2011, 2013, 2015 | 16                                                    |
| Групповая стадия | Панама                   | 3 в рейтинге                         | 12             | Второе место (2015)                                                                    | 6                                                     |
| Групповая стадия | Гондурас (хозяева)       | 4 в рейтинге                         | 20             | Чемпионы ((1982, 1994))                                                                | 8                                                     |
| Групповая стадия | Коста-Рика               | 5 в рейтинге                         | 21             | Чемпионы ((1988, 2009)                                                                 | 9                                                     |
| Групповая стадия | Сальвадор                | 6 в рейтинге                         | 18             | Чемпионы (1964)                                                                        | 1                                                     |
| Групповая стадия | Куба                     | 7 в рейтинге                         | 14             | Второе место (1970, 1974)                                                              | 1                                                     |
| Групповая стадия | Гаити                    | 8 в рейтинге                         | 10             | Второй раунд (1978)                                                                    | 0                                                     |
| Групповая стадия | Канада                   | 9 в рейтинге                         | 24             | Чемпионы (1986, 1996)                                                                  | 8                                                     |
| Групповая стадия | Тринидад и Тобаго        | 10 в рейтинге                        | 21             | Второе место (1990)                                                                    | 2                                                     |
| Групповая стадия | Гватемала                | 11 в рейтинге                        | 20             | Второе место (1962, [1973)                                                             | 1                                                     |
| Групповая стадия | Ямайка                   | 12 в рейтинге                        | 21             | Третье место (1970)                                                                    | 1                                                     |
| Групповая стадия | Антигуа и Барбуда        | 13 в рейтинге                        | 5              | Первый раунд (1980, 1986, 2017)                                                        | 0                                                     |
| Групповая стадия | Суринам                  | 14 в рейтинге                        | 7              | Первый раунд (1976, 1980, 1986, 1990, 2011,2018)                                       | 0                                                     |
| Групповая стадия | Сент-Китс и Невис        | 15 в рейтинге                        | 4              | Первый раунд (2007, 2017,2018)                                                         | 0                                                     |
| Групповая стадия | Аруба                    | 16 в рейтинге                        | 3              | Первый раунд (2015,2018)                                                               | 0                                                     |
| Плей-офф         | Кюрасао                  | Победитель квалификационной группы А | 14             | Третье место (1962)                                                                    | 0                                                     |
| Плей-офф         | Доминиканская Республика | Победитель квалификационной группы B | 6              | Второй раунд (1976)                                                                    | 0                                                     |
| Плей-офф         | Пуэрто-Рико              | Победитель квалификационной группы C | 9              | Первый раунд (1974, 1976, 1978, 1980,1982, 1984, 2013,2018)                            | 0                                                     |
| Плей-офф         | Никарагуа                | Победитель квалификационной группы D | 10             | Второй раунд (1976)                                                                    | 0                                                     |

заметки
1. ↑  Включает выступления за Нидерландские Антильские острова.

## Место проведения
24 февраля 2022 года КОНКАКАФ подтвердила три стадиона для турнира.
Во время соревнований стадион «Янкель Росенталь» был использован как временное место проведения матчей из-за проблем с игровым полем на стадионе «Морасан», вызванными сильными дождями в Сан-Педро-Суле. Некоторые матчи были перенесены на стадионы «Олимпико Метрополитано» и «Янкель Росенталь».
| Сан-Педро-Сула Тегусигальпа | Сан-Педро-Сула         | Сан-Педро-Сула      | Сан-Педро-Сула     | Тегусигальпа         |
| --------------------------- | ---------------------- | ------------------- | ------------------ | -------------------- |
| Сан-Педро-Сула Тегусигальпа | Олимпико Метрополитано | Морасан             | Янкель Росенталь   | Национальный стадион |
| Сан-Педро-Сула Тегусигальпа | Вместимость: 37 325    | Вместимость: 18 000 | Вместимость: 5 500 | Вместимость: 35 000  |
| Сан-Педро-Сула Тегусигальпа |                        |                     |                    |                      |

## Регламент для составов
Игроки, родившиеся 1 января 2003 года или позже, были допущены к участию. Каждая команда должна была зарегистрировать заявку из 20 игроков, из которых двое должны были быть вратарями.

## Жеребьёвка
Жеребьёвка турнира прошла 3 марта 2022 года в штаб-квартире КОНКАКАФ в Майами, штат Флорида. 16 команд, которые прошли в групповой этап, были разбиты на четыре группы по четыре команды. Основываясь на рейтинге КОНКАКАФ до 20 лет, 16 команд были распределены в четыре группы, с командами из Корзины 1, назначенными для каждой группы перед жеребьёвкой, следующим образом:
| Корзина 1                                                                       | Корзина 2                               | Корзина 3                                         | Корзина 4                                                 |
| ------------------------------------------------------------------------------- | --------------------------------------- | ------------------------------------------------- | --------------------------------------------------------- |
| - США (Группа E) - Мексика (Группа F) - Панама (Группа G) - Гондурас (Группа H) | - Коста-Рика - Сальвадор - Куба - Гаити | - Канада - Тринидад и Тобаго - Гватемала - Ямайка | - Антигуа и Барбуда - Суринам - Сент-Китс и Невис - Аруба |

## Групповой этап
Три лучшие команды в каждой группе проходили в ⅛ финала, где им присоединились четыре команды, прошедшие отборочный турнир.
Таблица очков в каждой группе определялась следующим образом (статья 12.7 положений):
1. Очки, полученные во всех матчах группового этапа (три очка за победу, одно за ничью, ноль за поражение).
2. Разница голов во всех матчах группового этапа.
3. Количество забитых голов во всех матчах группового этапа.
4. Очки, полученные в матчах между командами, находящимися в вопросе.
5. Разница голов в матчах между командами, находящимися в вопросе.
6. Количество забитых голов в матчах между командами, находящимися в вопросе.
7. Баллы честной игры во всех матчах группового этапа (можно было применить только одно штрафное очко к игроку в одном матче):
  - Жёлтая карточка: −1 очко
  - Косвенная красная карточка (вторая жёлтая карточка): −3 очка
  - Прямая красная карточка: −4 очка
  - Жёлтая карточка и прямая красная карточка: −5 очков
8. Жеребьёвка.

### Группа E
| Поз | Команда           | И | В | Н | П | МЗ | МП | РМ  | О | Квалификация |
| --- | ----------------- | - | - | - | - | -- | -- | --- | - | ------------ |
| 1   | США               | 3 | 2 | 1 | 0 | 15 | 2  | +13 | 7 | 1/8 финала   |
| 2   | Куба              | 3 | 2 | 0 | 1 | 7  | 3  | +4  | 6 | 1/8 финала   |
| 3   | Канада            | 3 | 1 | 1 | 1 | 6  | 3  | +3  | 4 | 1/8 финала   |
| 4   | Сент-Китс и Невис | 3 | 0 | 0 | 3 | 0  | 20 | −20 | 0 |              |

| США | 10:0    | Сент-Китс и Невис |
| --- | ------- | ----------------- |
| - Кауэлл 18′ (пен.) - Кларк 32′ (пен.) - Волфф 44′ - Пукштас 45+1′ - Куэвас 45+3′ - Цакирис 45+8′ (пен.), 70′ - Чьюта 48′ (авт.) - Эронсон 64′, 68′ | (отчёт) |                   |

| Куба         | 1:0     | Канада |
| ------------ | ------- | ------ |
| - Мартин 42′ | (отчёт) |        |

| Сент-Китс и Невис | 0:6     | Куба                                                                                       |
| ----------------- | ------- | ------------------------------------------------------------------------------------------ |
|                   | (отчёт) | - Мартин 18′ - Эрнандес 61′ - Пенальвер 73′ - Миллс 78′ (авт.) - Торрес 79′ - Родригес 90′ |

| Канада                           | 2:2     | США                         |
| -------------------------------- | ------- | --------------------------- |
| - Райт 15′ - Халлидей 69′ (авт.) | (отчёт) | - Макглинн 53′ - Кауэлл 72′ |

| Канада                                    | 4:0     | Сент-Китс и Невис |
| ----------------------------------------- | ------- | ----------------- |
| - Катаволо 59′, 65′ - Райт 78′ - Анри 80′ | (отчёт) |                   |

| США                    | 3:0     | Куба |
| ---------------------- | ------- | ---- |
| - Салливан 2′, 8′, 43′ | (отчёт) |      |

### Группа F
| Поз | Команда           | И | В | Н | П | МЗ | МП | РМ  | О | Квалификация |
| --- | ----------------- | - | - | - | - | -- | -- | --- | - | ------------ |
| 1   | Мексика           | 3 | 2 | 1 | 0 | 13 | 0  | +13 | 7 | 1/8 финала   |
| 2   | Гаити             | 3 | 1 | 2 | 0 | 7  | 4  | +3  | 5 | 1/8 финала   |
| 3   | Тринидад и Тобаго | 3 | 1 | 1 | 1 | 7  | 9  | −2  | 4 | 1/8 финала   |
| 4   | Суринам           | 3 | 0 | 0 | 3 | 0  | 14 | −14 | 0 |              |

| Гаити                                             | 4:4     | Тринидад и Тобаго                       |
| ------------------------------------------------- | ------- | --------------------------------------- |
| - Леазард 30′ - Жёди 45′ (пен.), 53′ - Дестен 90′ | (отчёт) | - Джеймс 2′, 72′ - Томас 42′ - Гилл 70′ |

| Мексика                                                                                              | 8:0     | Суринам |
| --- | ------- | ------- |
| - Лосано 13′ - Марискаль 23′, 25′, 87′ - Амбрис 33′ - Гонсалес 45+1′ - Леоне 90+3′ - Эрнандес 90+13′ | (отчёт) |         |

| Суринам | 0:3     | Гаити                         |
| ------- | ------- | ----------------------------- |
|         | (отчёт) | - Жёди 48′, 59′ - Белизэр 63′ |

| Тринидад и Тобаго | 0:5     | Мексика                                                              |
| ----------------- | ------- | -------------------------------------------------------------------- |
|                   | (отчёт) | - Леоне 28′ - Гонсалес 45+2′ - Лосано 48′ (пен.), 80′ - Д. Перес 53′ |

| Тринидад и Тобаго           | 3:0     | Суринам |
| --------------------------- | ------- | ------- |
| - Джеймс 64′, 88′ - Хан 84′ | (отчёт) |         |

| Мексика | 0:0     | Гаити |
| ------- | ------- | ----- |
|         | (отчёт) |       |

### Группа G
| Поз | Команда   | И | В | Н | П | МЗ | МП | РМ | О | Квалификация |
| --- | --------- | - | - | - | - | -- | -- | -- | - | ------------ |
| 1   | Сальвадор | 3 | 2 | 1 | 0 | 9  | 2  | +7 | 7 | 1/8 финала   |
| 2   | Гватемала | 3 | 2 | 0 | 1 | 6  | 7  | −1 | 6 | 1/8 финала   |
| 3   | Панама    | 3 | 1 | 1 | 1 | 6  | 3  | +3 | 4 | 1/8 финала   |
| 4   | Аруба     | 3 | 0 | 0 | 3 | 2  | 11 | −9 | 0 |              |

### Группа H
| Поз | Команда           | И | В | Н | П | МЗ | МП | РМ | О | Квалификация |
| --- | ----------------- | - | - | - | - | -- | -- | -- | - | ------------ |
| 1   | Гондурас (Х)      | 3 | 3 | 0 | 0 | 9  | 0  | +9 | 9 | 1/8 финала   |
| 2   | Коста-Рика        | 3 | 1 | 1 | 1 | 4  | 2  | +2 | 4 | 1/8 финала   |
| 3   | Ямайка            | 3 | 1 | 1 | 1 | 3  | 6  | −3 | 4 | 1/8 финала   |
| 4   | Антигуа и Барбуда | 3 | 0 | 0 | 3 | 0  | 8  | −8 | 0 |              |

## Плей-офф
В плей-офф, если матч был завершён в ничью после основного времени, проводилось дополнительное время (два тайма по 15 минут каждый) и, если необходимо, серия пенальти для определения победителей.

### Квалифицированы непосредственно в стадию плей-офф
- Кюрасао (Победитель квалификационной группы А)
- Доминиканская Республика (Победитель квалификационной группы B)
- Пуэрто-Рико (Победитель квалификационной группы C)
- Никарагуа (Победитель квалификационной группы D)

### Сетка плей-офф
|  | 1/8 финала               | 1/8 финала               |                               |       | Четвертьфиналы | Четвертьфиналы |  |  | Полуфиналы | Полуфиналы |  |  | Финал | Финал |
|  |                          |                          |                               |       |                |                |  |  |            |            |  |  |       |       |
|  |                          |                          |                               |       |                |                |  |  |            |            |  |  |       |       |
|  |                          |                          |                               |       |                |                |  |  |            |            |  |  |       |       |
|  | США                      | 5                        |                               |       |                |                |  |  |            |            |  |  |       |       |
|  | США                      | 5                        |                               |       |                |                |  |  |            |            |  |  |       |       |
|  | Никарагуа                | 0                        |                               |       |                |                |  |  |            |            |  |  |       |       |
|  | Никарагуа                | 0                        | США                           | 2     |                |                |  |  |            |            |  |  |       |       |
|  |                          |                          | США                           | 2     |                |                |  |  |            |            |  |  |       |       |
|  |                          | Коста-Рика               | 0                             |       |                |                |  |  |            |            |  |  |       |       |
|  | Коста-Рика               | Коста-Рика               | 0                             | 4     |                |                |  |  |            |            |  |  |       |       |
|  | Коста-Рика               |                          |                               | 4     |                |                |  |  |            |            |  |  |       |       |
|  | Тринидад и Тобаго        | 1                        |                               |       |                |                |  |  |            |            |  |  |       |       |
|  | Тринидад и Тобаго        | 1                        | США                           | 3     |                |                |  |  |            |            |  |  |       |       |
|  |                          |                          | США                           | 3     |                |                |  |  |            |            |  |  |       |       |
|  |                          | Гондурас                 | 0                             |       |                |                |  |  |            |            |  |  |       |       |
|  | Куба                     | Гондурас                 | 0                             | 0     |                |                |  |  |            |            |  |  |       |       |
|  | Куба                     |                          |                               | 0     |                |                |  |  |            |            |  |  |       |       |
|  | Панама                   | 1                        |                               |       |                |                |  |  |            |            |  |  |       |       |
|  | Панама                   | 1                        | Панама                        | 1     |                |                |  |  |            |            |  |  |       |       |
|  |                          |                          | Панама                        | 1     |                |                |  |  |            |            |  |  |       |       |
|  |                          | Гондурас                 | 2                             |       |                |                |  |  |            |            |  |  |       |       |
|  | Гондурас                 | Гондурас                 | 2                             | 4     |                |                |  |  |            |            |  |  |       |       |
|  | Гондурас                 |                          |                               | 4     |                |                |  |  |            |            |  |  |       |       |
|  | Кюрасао                  | 1                        |                               |       |                |                |  |  |            |            |  |  |       |       |
|  | Кюрасао                  | 1                        | США                           | 6     |                |                |  |  |            |            |  |  |       |       |
|  |                          |                          | США                           | 6     |                |                |  |  |            |            |  |  |       |       |
|  |                          | Доминиканская Республика | 0                             |       |                |                |  |  |            |            |  |  |       |       |
|  | Сальвадор                | Доминиканская Республика | 0                             | 4     |                |                |  |  |            |            |  |  |       |       |
|  | Сальвадор                |                          |                               | 4     |                |                |  |  |            |            |  |  |       |       |
|  | Доминиканская Республика | 5                        |                               |       |                |                |  |  |            |            |  |  |       |       |
|  | Доминиканская Республика | 5                        | Доминиканская Республика      | 1     |                |                |  |  |            |            |  |  |       |       |
|  |                          |                          | Доминиканская Республика      | 1     |                |                |  |  |            |            |  |  |       |       |
|  |                          | Ямайка                   | 0                             |       |                |                |  |  |            |            |  |  |       |       |
|  | Гаити                    | Ямайка                   | 0                             | 1     |                |                |  |  |            |            |  |  |       |       |
|  | Гаити                    |                          |                               | 1     |                |                |  |  |            |            |  |  |       |       |
|  | Ямайка                   | 2                        |                               |       |                |                |  |  |            |            |  |  |       |       |
|  | Ямайка                   | 2                        | Доминиканская Республика (п.) | 2 (4) |                |                |  |  |            |            |  |  |       |       |
|  |                          |                          | Доминиканская Республика (п.) | 2 (4) |                |                |  |  |            |            |  |  |       |       |
|  |                          | Гватемала                | 2 (2)                         |       |                |                |  |  |            |            |  |  |       |       |
|  | Гватемала (п.)           | Гватемала                | 2 (2)                         | 1 (4) |                |                |  |  |            |            |  |  |       |       |
|  | Гватемала (п.)           |                          |                               | 1 (4) |                |                |  |  |            |            |  |  |       |       |
|  | Канада                   | 1 (3)                    |                               |       |                |                |  |  |            |            |  |  |       |       |
|  | Канада                   | 1 (3)                    | Гватемала (п.)                | 1 (2) |                |                |  |  |            |            |  |  |       |       |
|  |                          |                          | Гватемала (п.)                | 1 (2) |                |                |  |  |            |            |  |  |       |       |
|  |                          | Мексика                  | 1 (1)                         |       |                |                |  |  |            |            |  |  |       |       |
|  | Мексика                  | Мексика                  | 1 (1)                         | 6     |                |                |  |  |            |            |  |  |       |       |
|  | Мексика                  |                          |                               | 6     |                |                |  |  |            |            |  |  |       |       |
|  | Пуэрто-Рико              | 0                        |                               |       |                |                |  |  |            |            |  |  |       |       |
|  | Пуэрто-Рико              | 0                        |                               |       |                |                |  |  |            |            |  |  |       |       |

### ⅛ финала
| Коста-Рика                                              | 4:1     | Тринидад и Тобаго |
| ------------------------------------------------------- | ------- | ----------------- |
| - Алькосер 17′ (пен.) - Джонсон 63′ - Родригес 68′, 78′ | (отчёт) | - Хан 87′         |

| Куба | 0:1     | Панама       |
| ---- | ------- | ------------ |
|      | (отчёт) | - Ривера 66′ |

| Гондурас                                                      | 4:1     | Кюрасао   |
| ------------------------------------------------------------- | ------- | --------- |
| - Асейтуно 4′ - Родас 45+2′ - Рамос 58′ - Карраско 85′ (пен.) | (отчёт) | - Йоб 11′ |

| США                                                                   | 5:0     | Никарагуа |
| --------------------------------------------------------------------- | ------- | --------- |
| - Салливан 45+2′, 65′ - Луна 56′ (пен.) - Пинеда 73′ (авт.) - Нил 87′ | (отчёт) |           |

| Гватемала                                       | 1:1 (доп. вр.) | Канада                                             |
| ----------------------------------------------- | -------------- | -------------------------------------------------- |
| - Вильягран 120′                                | (отчёт)        | - Хабибулла 100′ (пен.)                            |
| Пенальти                                        |                |                                                    |
| - Сантос - Урисар - Франко - Бантес - Вильягран | 4:3            | - Пеллегрино - Поку - Фердинанд - Смит - Хабибулла |

| Гаити      | 1:2     | Ямайка                   |
| ---------- | ------- | ------------------------ |
| - Жёди 50′ | (отчёт) | - Кларк 4′ - Зиминес 84′ |

| Сальвадор                                                 | 4:5     | Доминиканская Республика                                               |
| --------------------------------------------------------- | ------- | ---------------------------------------------------------------------- |
| - Хиль 9′, 37′ (пен.) - Аревало 43′ - Эскивель 57′ (пен.) | (отчёт) | - Боутрайт 6′ - Гомес 13′ - Монтес де Ока 47′, 60′ - Аскона 78′ (пен.) |

| Мексика                                                                              | 6:0     | Пуэрто-Рико |
| ------------------------------------------------------------------------------------ | ------- | ----------- |
| - Амбрис 24′ - Торрес 33′ - Лосано 49′ - Марискаль 53′ - Вьоланте 71′ - Эрнандес 79′ | (отчёт) |             |

### Четвертьфиналы
Победители квалифицировались на молодёжный чемпионат мира 2023.
| США               | 2:0     | Коста-Рика |
| ----------------- | ------- | ---------- |
| - Эронсон 5′, 49′ | (отчёт) |            |

| Панама       | 1:2     | Гондурас                   |
| ------------ | ------- | -------------------------- |
| - Гордай 22′ | (отчёт) | - Асейтуно 43′, 74′ (пен.) |

| Доминиканская Республика | 1:0     | Ямайка |
| ------------------------ | ------- | ------ |
| Монтес де Ока 10′        | (отчёт) |        |

| Гватемала                            | 1:1 (доп. вр.) | Мексика                                              |
| ------------------------------------ | -------------- | ---------------------------------------------------- |
| Ордоньес 39′                         | (отчёт)        | Лосано 74′                                           |
| Пенальти                             |                |                                                      |
| - Гайтан - Кардоса - Сантос - Бантес | 2:1            | - Эрнандес - Вьоланте - Леоне - Алькантар - Гонсалес |

### Полуфиналы
Победители квалифицировались на футбольный турнир летних Олимпийских игр 2024.
| Доминиканская Республика                               | 2:2 (доп. вр.) | Гватемала                              |
| ------------------------------------------------------ | -------------- | -------------------------------------- |
| - де Пенья 62′ - Аскона 64′                            | (отчёт)        | - Ордоньес 23′ - Маньон 29′ (авт.)     |
| Пенальти                                               |                |                                        |
| - Юнгбауэр - Монтес де Ока - Аскона - де Пенья - Мария | 4:2            | - Гайтан - Кардоса - Франко - Ордоньес |

| США                                             | 3:0     | Гондурас |
| ----------------------------------------------- | ------- | -------- |
| - Эронсон 3′ - Альварадо-мл. 22′ - Салливан 43′ | (отчёт) |          |

### Финал
| США                                                                     | 6:0     | Доминиканская Республика |
| ----------------------------------------------------------------------- | ------- | ------------------------ |
| - Волфф 17′ - Эронсон 37′, 56′ - Аллен 39′ - Макглинн 53′ - Цакирис 61′ | (отчёт) |                          |

## Награды

### Чемпион
| Победитель чемпионата КОНКАКАФ до 20 лет 2022 |
| --------------------------------------------- |
| США (третий раз)                              |

### Индивидуальные награды
По окончании турнира были вручены следующие награды.
| Награда                                  | Игрок                            |
| ---------------------------------------- | -------------------------------- |
| «Золотой мяч»                            | Пакстен Эронсон ( США)           |
| «Золотая бутса»                          | Пакстен Эронсон — 7 мячей ( США) |
| «Золотая перчатка»                       | Крис Брейди ( США)               |
| Награда за справедливую игру (Fair Play) | Доминиканская Республика         |

| Вратарь            | Защитники                                                                | Полузащитники | Нападающие                                                                                                  |
| ------------------ | ------------------------------------------------------------------------ | --- | --- |
| Крис Брейди ( США) | - Джейлен Нил ( США) - Аарон Суньига ( Гондурас) - Тони Леоне ( Мексика) | - Эдисон Аскона ( Доминиканская Республика) - Аркимидес Ордоньес ( Гватемала) - Пакстен Эронсон ( США) - Куинн Салливан ( США) | - Марко Асейтуно ( Гондурас) - Эстебан Лосано ( Мексика) - Анхель Монтес де Ока ( Доминиканская Республика) |

## Квалификация на международные турниры

### Чемпионат мира 2023
Следующие четыре команды из КОНКАКАФ квалифицировались на чемпионат мира по футболу до 20 лет 2023 года.
| Команда                  | Дата квалификации | Предыдущие выступления на ЧМ до 20 лет |
| ------------------------ | ----------------- | -------------------------------------- |
| США                      | 28 июня 2022      | 16                                     |
| Гондурас                 | 28 июня 2022      | 8                                      |
| Доминиканская Республика | 29 июня 2022      | 0 (дебют)                              |
| Гватемала                | 29 июня 2022      | 1                                      |

### Летние Олимпийские игры 2024
В отличие от предыдущих турниров, этот также служил отборочным этапом для футбольного турнира на летних Олимпийских играх 2024 года. Это изменило предыдущую схему, в которой представители КОНКАКАФ квалифицировались на Олимпийский футбольный турнир через свой Предолимпийский турнир.
Следующие две команды из КОНКАКАФ квалифицировались на футбольный турнир летних Олимпийских игр 2024 года во Франции.
| Команда                  | Дата квалификации | Предыдущие выступления на летних Олимпийских играх |
| ------------------------ | ----------------- | -------------------------------------------------- |
| Доминиканская Республика | 1 июля 2022       | 0 (дебют)                                          |
| США                      | 1 июля 2022       | 14                                                 |